# Amare per sempre
Amare per sempre (In Love and War) è un film del 1996, diretto da Richard Attenborough, con protagonisti Sandra Bullock e Chris O'Donnell nei panni, rispettivamente di Agnes von Kurowsky ed Ernest Hemingway.

## Ispirazione
Il film è tratto dal libro biografico di Henry S. Villard, Hemingway in Love and War, tradotto in italiano da Mursia col titolo In amore e in guerra. Il diario perduto di Agnes von Kurowsky, le sue lettere e le lettere di Ernest Hemingway che tratta del primo amore di Ernest Hemingway con Agnes von Kurowsky. Ernest Hemingway d'altronde, scrisse una storia simile nel libro Addio alle armi (A Farewell to Arms).
La stessa intrigante storia diverge leggermente nei racconti dei due: nel romanzo Hemingway ha  sostenuto di aver avuto una relazione vera e propria, mentre la Kurowsky ha insistito che fosse stato un flirt. Il film dirime il quesito, ma il dubbio rimane.

## Trama
Il film, ambientato sul fronte italiano della prima guerra mondiale, narra la storia romantica del primo amore di Ernest Hemingway con l'infermiera Agnes von Kurowski.

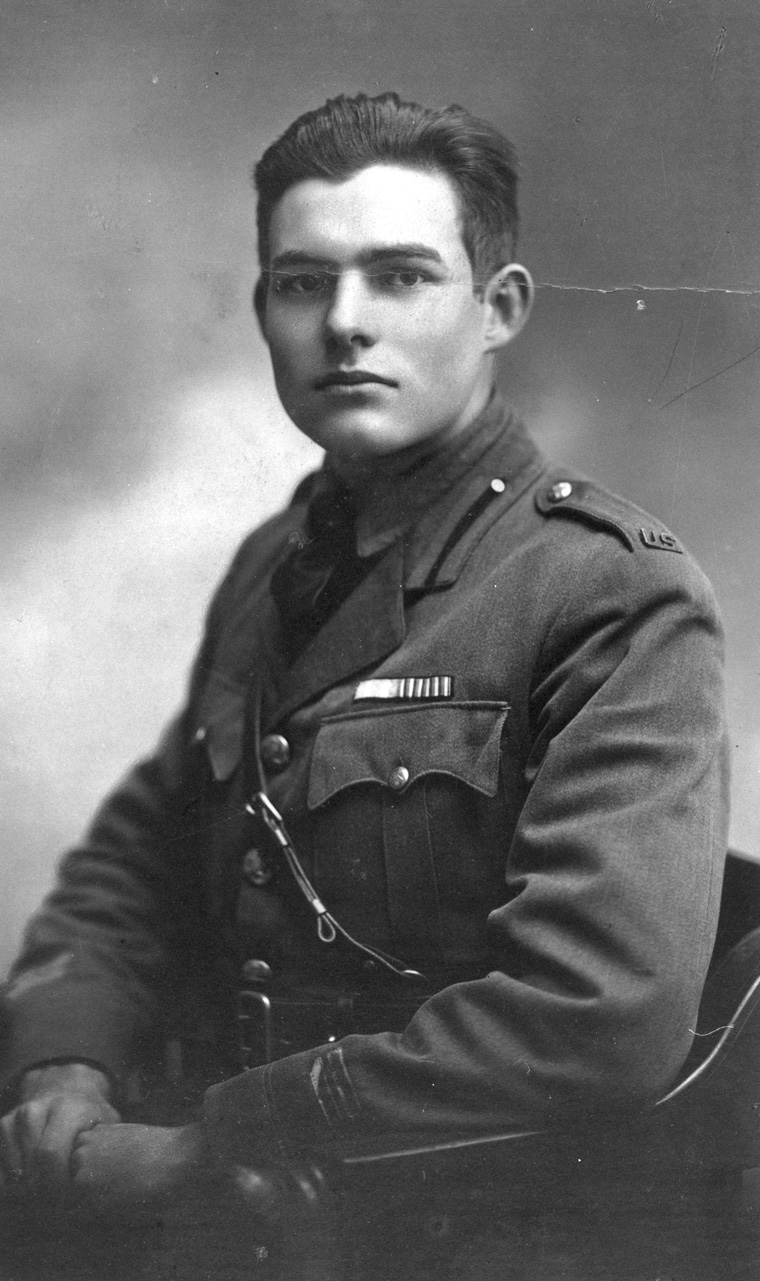
Hemingway a 19 anni, in uniforme della Croce Rossa, a Milano nel 1918

Il 6 aprile 1917 gli Stati Uniti entrarono nella prima guerra mondiale, alleandosi all'Italia contro gli Austriaci. Ernest Hemingway, nel 1918, a 19 anni, si presentò come volontario per andare a combattere in Europa con il Corpo di spedizione americano del generale John Pershing. A causa di un difetto negli occhi, Hemingway fu assegnato alle retrovie, come autista dell'ARC (American Red Cross, la sezione statunitense della Croce Rossa e Mezzaluna Rossa Internazionale), nel servizio di autoambulanza ma fece domanda per essere trasferito al fronte. Così fu mandato sulla riva del fiume Piave, come assistente di trincea. Aveva il compito di distribuire generi di conforto ai soldati, recandosi quotidianamente alle prime linee in bicicletta.
Durante la notte tra l'8 e il 9 luglio, mentre era in trincea, Hemingway venne colpito dalle schegge, insieme a molti altri soldati italiani, dell'esplosione di un proiettile di un mortaio austriaco. Mentre stava ritirandosi nelle retrovie con un ferito sulle spalle, fu colpito alla gamba destra dai proiettili di una mitragliatrice che gli penetrarono nel piede e nel ginocchio.
Il 17 luglio 1918 venne ricoverato all'Ospedale della Croce Rossa americana a Milano. La ferita non era grave ma dopo 9 giorni si era formata una gangrena, che era stata pulita e disinfettata da una crocerossina statunitense, Agnes von Kurowski, di 26 anni e che aveva lavorato al Johns Hopkins Hospital, a Baltimora, nel Maryland. Purtroppo, la ferita puzzava e il chirurgo militare aveva deciso di tagliare la gamba il giorno dopo. L'infermiera, sapendo che Hemingway, si sarebbe opposto a questo tipo di intervento e quindi probabilmente sarebbe morto, gli lavò la ferita ogni ora, per tutta la notte e il giorno dopo, il chirurgo riconobbe che la puzza della gangrena non si sentiva più e decise per un'operazione di estrazione della pallottola dalla gamba e della ripulita delle schegge dal piede, salvando la gamba e il paziente.
Durante il decorso durato tre mesi, Hemingway s'innamorò della crocerossina che si era presa cura di lui e l'aveva salvato. Lui s'imponeva e lei non lo aveva scelto ed era piena di dubbi, a causa della differenza di età, non lo prendeva sul serio e lo chiamava “cucciolo”. Agnes era corteggiata da molti militari, fra cui anche il chirurgo italiano del reparto ospedaliero, col quale aveva una naturale simpatia per motivi di lavoro. Il chirurgo, pur essendo molto più anziano della crocerossina, era sensibile alla bellezza giovanile e all'intelligenza della Kurowski, si complimentava con lei e lei non poteva sottrarsi a quest'attrazione.
Hemingway fu dimesso dall'ospedale e la notte prima fece l'amore con crocerossina. Per le sue azioni valorose, fu decorato con la Croce al merito di guerra americana e con la Medaglia d'argento al Valor Militare italiana e ritornò al fronte a Bassano del Grappa, dove intanto erano stati trasferiti anche il chirurgo e la sua squadra. Qui Ernest incontrò di nuovo Agnes e malgrado i travagli della guerra e diversi contrasti personali con lei, le disse che alla fine della guerra la voleva sposare.
Hemingway fu smobilitato il 21 gennaio del 1919 e fece ritorno da solo, al luogo di nascita Oak Park, vicino a Chicago, nell'Illinois. Agnes cedette inizialmente alla corte dell'ufficiale italiano e respinse Ernest con una lettera.

Ritornata negli Stati Uniti, lo andò a trovare nella sua casa nel lago e tentò di convincere Ernest a tornare insieme, ma lui la respinse.

## Inesattezze
Vi sono alcune divergenze fra il film e la realtà: non si conoscono i dettagli del rapporto fra Ernest e Agnes, come invece dà per certo il film nell'episodio dell'incontro della coppia in albergo. Inoltre, Ernest e Agnes non si sono mai rincontrati nella casa sul lago Michigan. In realtà, il loro ultimo incontro avvenne in Italia nel 1918, con uno strascico epistolare nel 1919.

## Riconoscimenti
- Candidatura al Festival di Berlino 1997: Orso d'oro (Richard Attenborough)